# Mary Norbert Körte
Mary Norbert Körte, případně Koerte, (7. června 1934 – 14. listopadu 2022) byla americká básnířka a aktivistka.
Pocházela z konzervativní a hluboce věřící rodiny z oblasti San Francisco Bay Area. Chodila do dominikánské školy a v roce 1951 vstoupila do řeholní kongregace. Po dokončení Dominican College v San Rafaelu studovala na Catholic University of America ve Washingtonu, D.C. a pracovala na překladu Vergiliových Zpěvů rolnických (Georgica). Zároveň se však začala zajímat o protiválečné a environmentální otázky a protesty, probíhající po celé zemi. V roce 1965 se účastnila Berkeleyské básnické konference, kde přednášeli například Gary Snyder, Robert Duncan a Allen Ginsberg. Dominikánský řád opustila v roce 1968. Svou první sbírku básní vydala ještě před odchodem, v roce 1967, pod názvem Hymn to the Gentle Sun. V roce 1969 získala grant od organizace NEA. Později vydala několik dalších sbírek a věnovala se aktivismu, podílela se mj. na záchraně starého lesa v okrese Mendocino.
Zemřela ve svém srubu v osadě Irmulco v Kalifornii ve věku 88 let.